# Tenoa curicoana
Tenoa curicoana är en fjärilsart som beskrevs av Józef Razowski 1994. Tenoa curicoana ingår i släktet Tenoa och familjen vecklare. Inga underarter finns listade i Catalogue of Life.